# Nabidae
Nabinae, Nabini
Famille
Sous-famille
Tribu
Les Nabidae sont une famille d'hémiptères hétéroptères (punaises) parfois nommés "damsel bugs" par les anglophones. Nabini est une tribu de la sous-famille Nabinae dans cette famille Nabidae.

## Description
De forme forme assez allongée, avec des pattes et un rostre robustes. Leur couleur générale est souvent cryptique, brune plus ou moins claire. Ce sont des punaises petites à moyenne, qui font rarement plus de 10 mm. Le dimorphisme sexuel est peu marqué, les femelles sont un peu plus grandes, avec un abdomen plus large. Il existe par contre un dimorphisme alaire important au sein d’une même espèce, qui n’est pas lié au sexe. Ce polymorphisme alaire est influencé par des facteurs génétiques, eux-mêmes influencés par les conditions climatiques, alimentaires et la densité de population. Il y a aussi un lien entre la réduction alaire et l’hibernation à l’état d'œuf, avec une vie dans des climats froids ou encore avec un mode de vie à la surface du sol. La réduction des ailes peut avoir pour conséquence une plus petite musculation, un rétrécissement du pronotum, du scutellum, ainsi que des ocelles.

## Habitat
En France, il y a deux sous-espèces, les Prostemmatinae et les Nabinae. Les Prostemmatinae sont très spécialisés et ont des exigences thermophiles, vivant au sol, dans la litière ou sous les pierres. Les Nabinae vivent dans de nombreux habitats, du xérophile à l’hygrophile, au sol, dans la végétation herbacée ou arborée. Ils n’ont pas de préférence de plantes particulières pour vivre (exception faite de Nabis viridulus). L’activité des Nabidae est équivalente entre le jour et la nuit. Lorsque le substrat se refroidit, notamment la nuit, les espèces ont tendance à remonter sur les tiges. Il est donc possible de capturer au fauchage de nuit, des espèces difficiles à trouver au sol le jour.
Certaines espèces sont myrmécophiles, comme Himacerus mirmicoides au stade juvénile.

## Biologie

### Cycle de vie
La ponte est insérée dans des supports inertes ou des végétaux vivants. Ils sont enfoncés profondément, seuls la collerette et l’opercule dépassent. La femelle de Nabinae teste la tige choisie en la perçant à plusieurs reprises avec leur rostre, avant d’y introduire son ovipositeur. La ponte d’un œuf dure quelques minutes et une femelle peut pondre de 20 à 40 œufs en 24h. L'œuf est cylindrique allongé, avec l’extrémité un peu arquée et arrondie. Son opercule est entouré d’une collerette et s'ouvre sous la pression de la tête gonflé de liquide.
Les mues durent une dizaine de minutes, après chaque mue il faut attendre 2h30 pour qu’ils réagissent aux contacts tactiles. La première absorption d’eau a lieu après 5h et l’alimentation au bout de 9h. Le durcissement complet de l’exosquelette se finit au bout de 8-10h. Au total, le développement embryonnaire et larvaire dure un à deux mois, mais dépend de la température.
En France, la majorité des Nabidae hivernent au stade adulte. Selon les espèces, il s’agit d’une véritable diapause ou d’une simple quiescence. Les imagos cherchent des gîtes hivernaux au début de l’automne : sous les débris végétaux, les pierres, les écorces, dans la litière. Les accouplements ont lieu avant l’hibernation ou au printemps. Pour ceux avant l’hibernation, les spermatozoïdes sont stockés et la fertilisation des œufs n’a lieu qu’au printemps. Les pontes ont lieu au début du printemps et éclosent fin printemps-début d’été. À la suite du développement larvaire, les adultes arrivent dès la fin-juillet ou en août. Se sont surtout les femelles qui hibernent et ne disparaîtront qu’à l’éclosion des œufs et peuvent donc vivre une année entière. Les Himacerus et Nabis microptères hibernent au stade d'œufs, ils éclosent fin mai- début juin. Le développement larvaire a lieu en juin-juillet, les adultes arrivent fin juillet à début août. Dans ce groupe, les adultes ne vivent qu’un mois environ et il y a une seule génération par an. Dans le sud, il peut y avoir une seconde génération chez certaines espèces. La première génération d’adultes a alors lieu en juin et la seconde en septembre.

### Reproduction
Les Nabinae se reproduisent en superposition, le mâle sur la femelle, il serre les fémurs ou le thorax de la femelle avec ses pattes pour se maintenir. L’accouplement dure 20 à 40 minutes, la femelle peut se déplacer légèrement, se nourrir ou nettoyer ses antennes. Les deux sexes peuvent s’accoupler plusieurs fois dans leur vie.
Les Prostemmatinae s’accouplent ventre à ventre à cause de l’ouverture génitale ventre chez les deux sexes.

### Alimentation
Toutes les espèces sont prédatrices, notamment d’arthropodes. Ils régulent leurs propres populations par cannibalisme quand les proies leur manquent. Plus aptes à la course qu’au vol, ces chasseurs poursuivent leurs proies, parfois très agiles. Elles détectent leurs proies à distance, grâce aux vibrations du substrat déclenché par  le mouvement des proies. A plus courte distance (quelques centimètres), c’est la vue qui devient le plus important. L’endroit de la piqûre n’est pas précis chez les Nabinae, alors que les Prostemmatinae sautent sur le dos de leurs proies pour leur piquer la tête, qu’ils vident en premier. La salive injectée paralyse leurs proies en quelques secondes puis les liquéfie. Le stock de salive d’Himacerus apterus peut paralyser des proies au poids 10 fois supérieur à elle, dans ce cas la salive est injectée dans plusieurs parties du corps. La succion d’une proie dure 30 à 40 minutes.
Les Prostemmatinae se nourrissent quasi exclusivement d’hémiptères, et surtout de Lygaeoidea et Pentatomidae terricoles, parfois beaucoup plus gros qu’eux et partageant leur habitat.
Les Nabinae sont très polyphages et se nourrissent d’insectes à cuticule molle dont la taille correspond au maximum à la moitié de celle du prédateur. Ils s’attaquent aussi parfois aux œufs et insectes récemment morts. Les principales proies sont les pucerons et cicadelles, puis les miridae, autres hémiptères, thrips, mouches, larves de coléoptères et lépidoptères, petites araignées, acariens… La ponction de sève est exceptionnelle et sert seulement à la réhydratation.

### Prédation
En France, les principaux prédateurs des Nabidae sont un hyménoptères Sphecidae Dinetes pictus qui les choisit (de manière non exclusive) comme proies pour ses larves. Ils sont également attaqués par des Reduviidae et autres insectes prédateurs non spécialisés. Les grosses araignées peuvent aussi s’attaquer à cette famille, bien qu’elles peuvent se retourner contre ces dernières et les tuer.
Il y a également différents endoparasites parmi les diptères, hyménoptères, nématodes, protozoaires et bactéries. Le diptère Tachinidae, Phasiinae Leucostoma simplex pond jusqu’à 60 à 120 œufs dans l’abdomen, à travers une membrane intersegmentaire, mais un seul œuf se développera. Le développement embryonnaire, larvaire et nymphale du parasite dure 28 à 49 jours. La dernière mue a lieu dans l’hôte, la nymphose hors de l’hôte. Les femelles parasités ne peuvent pas se reproduire. Près d’¼ des larves et la moitié des adultes sont parasitées aux Etats-Unis. Les hyménoptères Braconidae Euphorinae Wesmaelia pendula et Mimaridae Polymena gracile parasitent les œufs. Des protozoaires et bactéries parasitent les tubes digestifs.
Certains acariens sont ectoparasites, accrochés sur les côtés de l’abdomen, sous les ailes des adultes. 1% des Nabidae sont parasités. D’autres acariens sont parfois observés sur les pattes et les antennes, ils font de la phorésie (utiliser des insectes pour se faire transporter).

### Auxiliaires de culture
Ce sont des régulateurs lors de pullulement de ravageurs. Ce ne sont pas les espèces les plus voraces, mais ces prédateurs sont assez abondants et très polyphages, ce qui en font un bon facteur d’équilibre en cas de prolifération. Il a été comptabilisé plus d’une centaine d’espèces d’arthropodes nuisibles. De plus, elles vivent dans des biotopes très variés, permettant de coloniser des cultures très diverses : céréales, luzerne, maraîchage.
Néanmoins, l’utilisation des Nabidae pour la lutte biologique spécialisée sur une espèce est assez limitée. En effet, du fait de leur polyphagie, ils ne s’attaqueront pas forcément à l’espèce ciblée par les lâchages d’individus, ils ont d’ailleurs une tendance au cannibalisme. De plus, ils sont assez vulnérables aux parasites et aux prédateurs. Ils ont également une mortalité hivernale élevée et leur abondance est fluctuante.

## Classification
La famille Nabidae est décrite par Achille Costa en 1853, en même temps que la sous-famille Nabinae et la tribu Nabini. Cette famille regroupe plus de 400 espèces d'insectes terrestres pour 31 genres. En France, la famille est représentée par 4 genres et 27 espèces.

## Liste des genres
- Sous-famille Nabinae Costa, 1853
  - Anaptus Kerzhner, 1968
  - Arachnocoris Scott, 1881
  - Carthasis Champion, 1900
  - Himacerus Wolff 1811
  - Hoplistoscelis Reuter, 1890
  - Lasiomerus Reuter, 1890
  - Metatropiphorus Reuter, 1872
  - Nabicula Kirby, 1837
  - Nabis Latreille, 1802
  - Omanonabis Asquith and Lattin, 1991
- Sous-famille Prostemmatinae Reuter, 1890
  - Alloeorhynchus Fieber, 1860
  - Pagasa Stål, 1862
  - Phorticus Stål, 1860
  - Prostemma Laporte de Castelnau 1832

## Galerie

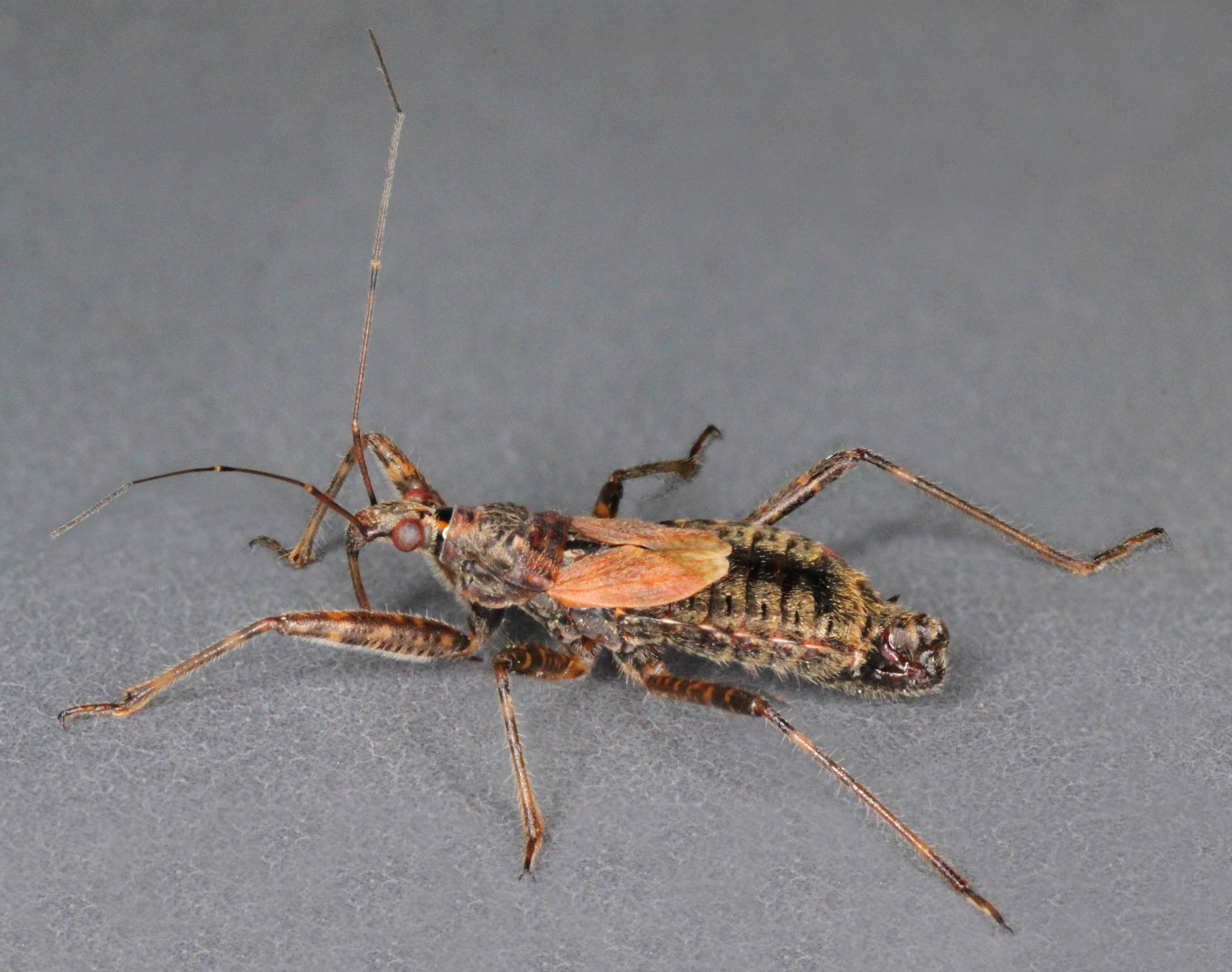
Himacerus apterus, Pays de Galles
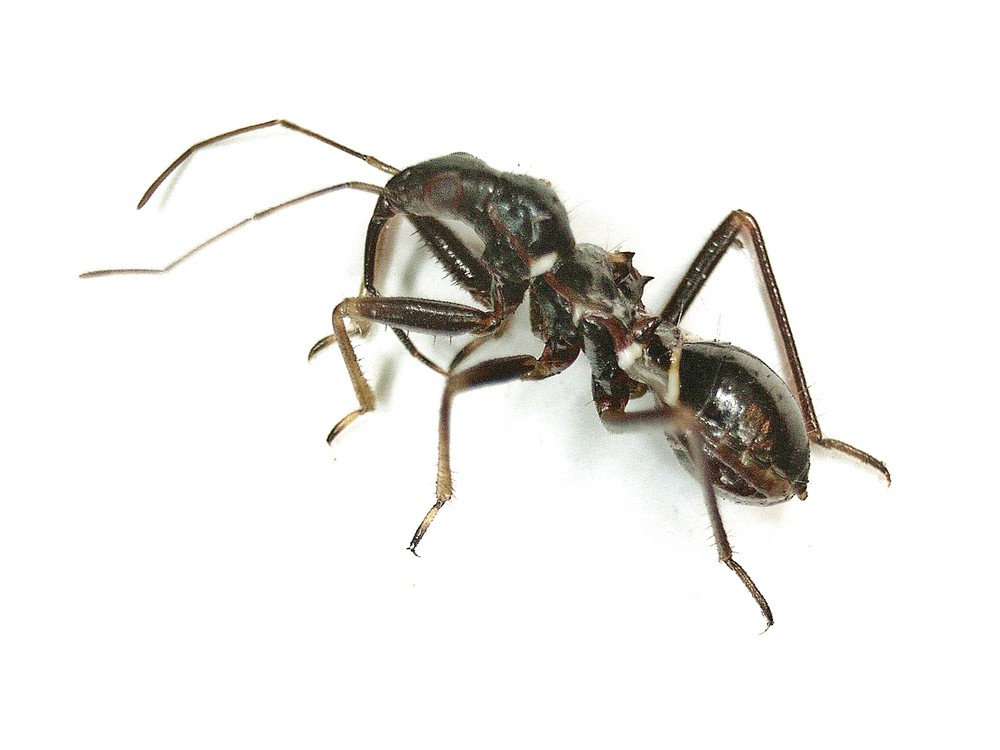
Larve myrmécomorphe d'Himacerus mirmicoides
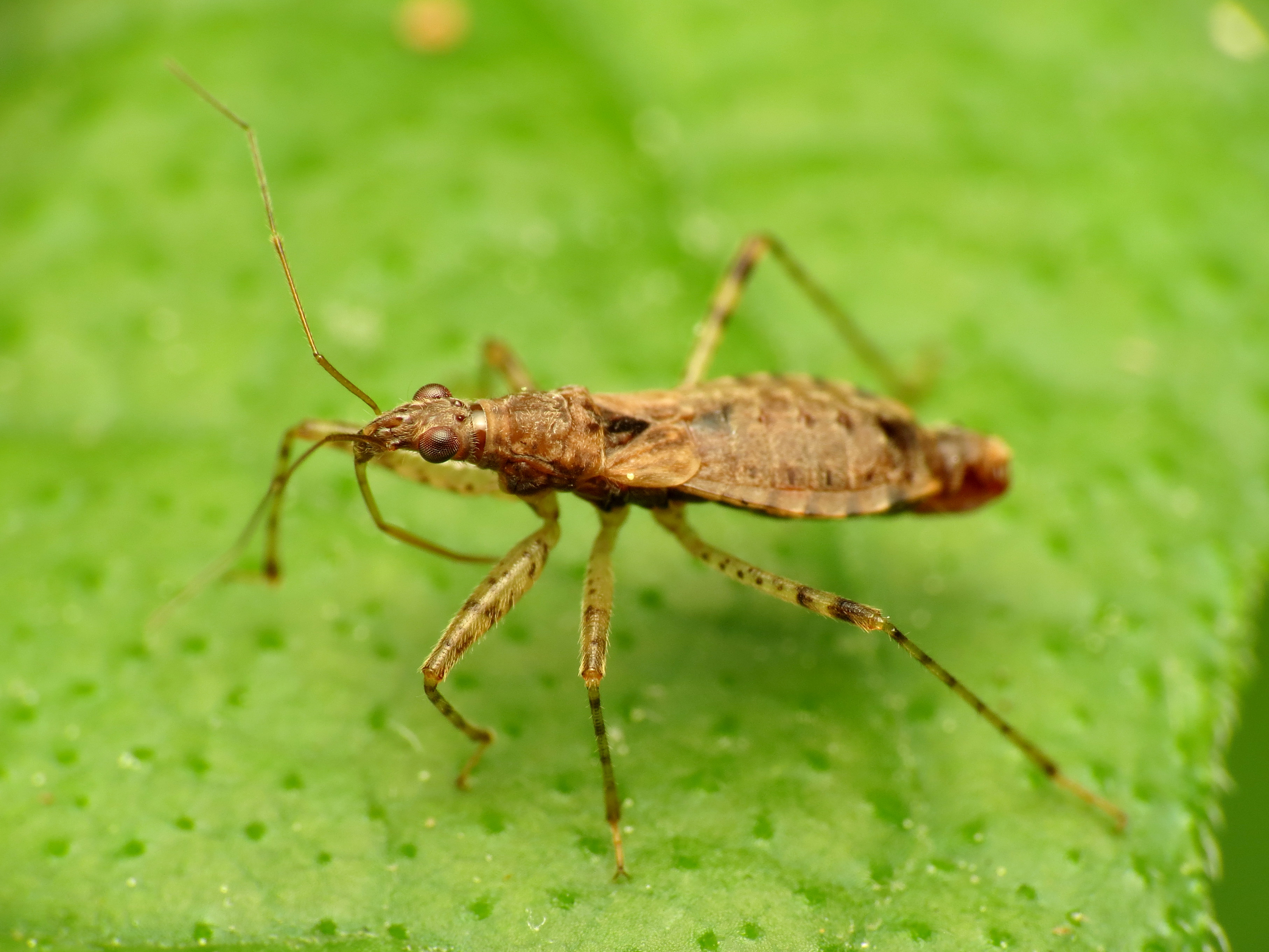
Hoplistoscelis sp., Washington DC (USA)
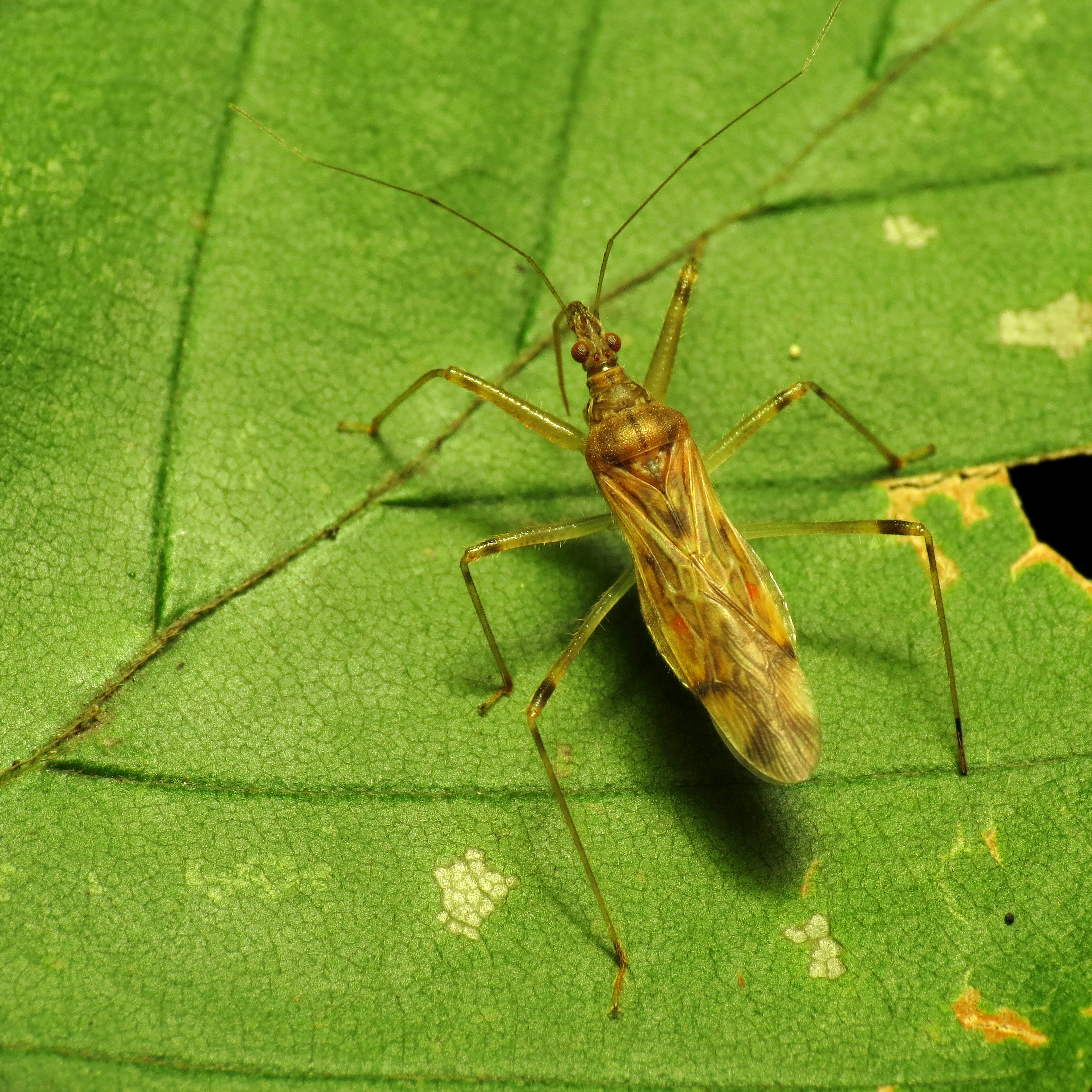
Lasiomerus annulatus, Washington DC (USA)
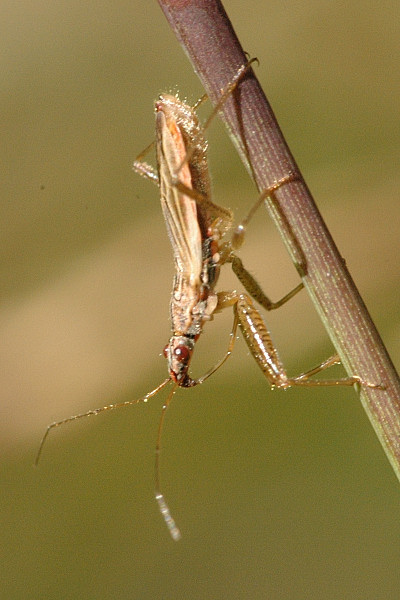
Nabis rugosus, Ardennes (Belgique)
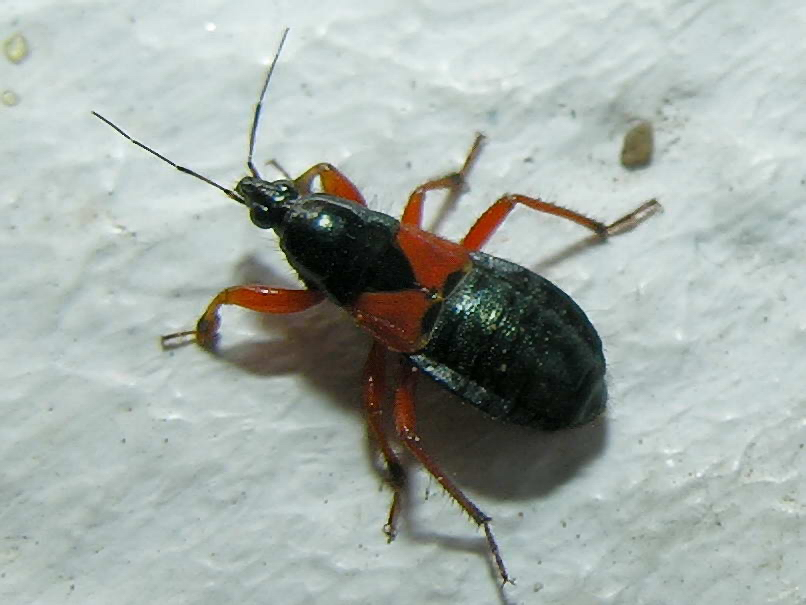
Prostemma guttula, Galice, Espagne